# Rugby à XV en Géorgie

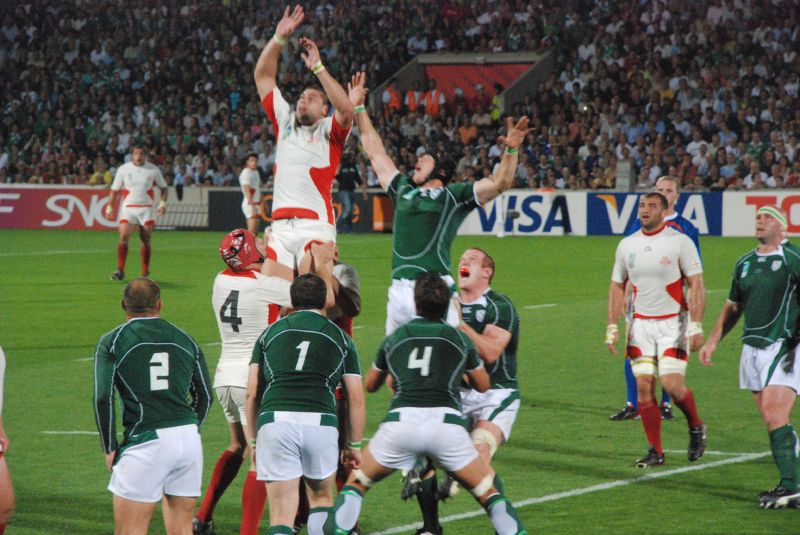
Les Géorgiens contre les Irlandais en 2007 au stade Jacques-Chaban-Delmas de Bordeaux.

Le rugby à XV est un sport collectif populaire en Géorgie. Il est considéré comme le sport le plus populaire derrière le football. La Géorgie est définie par l'International Rugby Board (IRB) comme une équipe de deuxième division mondiale. L'équipe nationale, surnommée les Lelos, dispute à six reprises la Coupe du monde de rugby à XV, ne parvenant pas à dépasser le stade des poules. Toutefois, l'équipe fait bonne impression en 2007, mettant en difficulté les Irlandais. Elle vient de remporter le championnat européen des nations, populairement surnommé « Tournoi des Six Nations B ». Au 11 août 2008, elle est quatorzième au classement des équipes nationales de rugby, devant le Canada, le Japon et la Roumanie.

## Historique
Plusieurs tentatives d'introduction du rugby à XV dans la république socialiste de Géorgie ont été faites en vain au début du XXe siècle. D'après plusieurs sources,,, et notamment dans un long article du Monde du 22 septembre 2007, le rugby a été introduit en Géorgie, à la fin des années 1950 par un Arménien de Marseille, Jacques Haspékian. Il retourne en France au milieu des années 1960. 

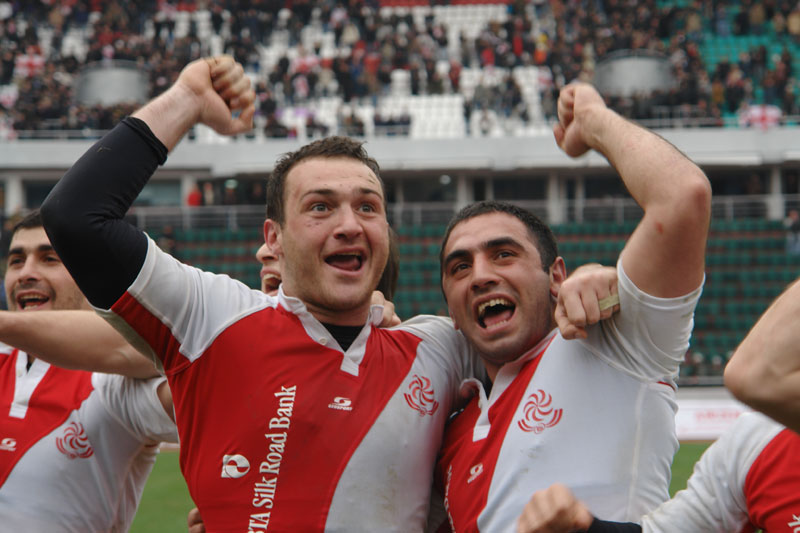
Les Géorgiens célèbrent la victoire sur les Russes en 2007.

Le rugby se développe en Géorgie. L'équipe rivalise avec les nations telles que la Russie, le Portugal et la Roumanie.
Lors de la coupe du monde de rugby 2007, après une défaite honorable lors de son premier match contre l'Argentine (3-33), les Lelos réalisent un véritable exploit en tenant tête à l'Irlande (10-14) et, par le biais d'une défaite de moins de huit points, obtiennent leur premier point dans un Mondial. Onze jours plus tard, ils remportent leur premier succès contre les Namibiens (30-0) et s'imposent parmi les équipes respectables du continent européen. L'ultime défaite concédée contre le XV de France (7-64) n'est qu'anecdotique, mais restera pour les 27 joueurs géorgiens évoluant dans l'Hexagone un souvenir impérissable.
Lors de la coupe du monde de rugby 2011, la Géorgie joue dans le groupe de la mort avec les Anglais, les Écossais, les Argentins et les Roumains. Le 1er match, perdu face à l'Écosse (15-6) montre des Géorgiens très résistants, ne laissant aucune occasion au XV du Chardon de marquer un seul essai. Le 2e match face aux Anglais est une défaite plutôt honorable (41-10), menée seulement 10-17 à la pause, la Géorgie craque après la 1re mi-temps. S'imposant face à la Roumanie (25-9), les Géorgiens signent leur 2e victoire en coupe du monde. Finalement, c'est avec une défaite honorable contre l'Argentine sur le score de 25-7 que la Géorgie quitte la coupe du monde, qui pourtant a mené étonnamment à la pause (7-5) face aux Sud-Américains.
En 2020, les tensions politiques dans le pays arrivent jusqu'à la fédération géorgienne de rugby. Depuis l'indépendance, le rugby à XV est un symbole d'émancipation dans le pays et de ce fait l'objet de luttes d'influence. Le gouvernement prorusse fait annuler abusivement l'élection de l'opposant Irakli Abuseridze à la présidence de la fédération, pour le remplacer par un proche de Bidzina Ivanchvili : Ioseb Tkemaladze. Les joueurs internationaux, anciens ou actuels, se partagent entre les deux camps, Simon Maisuradze et Davit Niniashvili supportent Abuseridze, alors que Mamuka Gorgodze supporte le gouvernement de Rêve géorgien.

## Institutions dirigeantes
La Fédération géorgienne de rugby à XV est l’institution dirigeante de ce sport. 
- Fédération (Georgian Rugby Union) créée en 1964

25 clubs, 2866 licenciés (IRB, le 26/07/07)

## Compétitions de clubs
- Championnat de Géorgie de rugby à XV

## Équipe nationale
La plupart des internationaux géorgiens évoluent dans les différents championnats français. Quelques figures sont le pilier Davit Zirakashvili de l'ASM Clermont Auvergne (1,80 m pour 120 kg), ou le troisième ligne aile Gregori Labadze du Rugby club toulonnais (1,95 m pour 97 kg). 
L'équipe nationale a fait un parcours honorable lors de la dernière Coupe du monde. Elle vient de remporter l'édition 2010-2012 du Championnat Européen des Nations (rugby).